# Třída La Gloire
Třída La Gloire byla třídou obrněných lodí francouzského námořnictva. Sestávala ze tří jednotek, které byly do služby zařazeny v časovém rozmezí let 1860 až 1862. Konstruktérem třídy byl Stanislas Dupuy de Lôme.
Vycházelo se ze zkušeností z Krymské války, kde se uplatnila koncepce obrněných lodí. Jelikož dosud ve Francii nebyla rozvinutá průmyslová základna ke stavbě celokovového plavidla, byla třída La Gloire smíšené konstrukce. Trup byl dřevěný a zpevněný železným kováním. Boky lodí byly z 610 až 660milimetrového dřeva pokrytého pláty z kovaného železa o síle 110 až 120 milimetrů.

## Lodě
- La Gloire – postavena v Arsenal de Toulon, zařazena v srpnu 1860, v roce 1879 vyřazena a v 1883 sešrotována
- L'Invincible – postavena v Arsenal de Toulon, zařazena v březnu 1862
- La Normandie – postavena v Arsenal de Cherbourg, zařazena v květnu 1862